# Jakob Melzer
Jakob Melzer, magyarosan: Melzer Jakab, névváltozatok: Melczer, Meltzer (Poprád, 1782. május 16. – Kislomnic, 1836. január) ágostai evangélikus lelkész, etnográfus, író, költő, történész.

## Élete
Tanulmányait Késmárkon, Pozsonyban és az 1805. nyári félévtől kezdve Jénaban végezte. Huszonöt éves korában pappá szentelték és 1807-ben Majerkán kezdte meg pályáját. Mértékletességi egyesületet alapított, ami által a község anyagi és erkölcsi felvirágzásához jelentékenyen hozzájárult. 1811-ben elfogadta a kislomnici egyház meghívását, ahol haláláig szolgált.

## Művei
- Der ungarische Zipser-Sachse in seiner wahren Gestalt. Leipzig, 1806 (2. kiadás. Kassa és Lipcse, 1821)
- Am Vermählungstage des Herrn Georg Christian Kriebel ... mit Mlle Johanna Susanna Toperczer. Leutschau, 1808 (költemény)
- Elegie auf den frühzeitigen Tod der Frau Johanna Rumi, gebornen Mitterer. Ugyanott, 1808
- Elegie auf Daniel von Cerva, Prediger in Käsmark. Uo. 1808
- Ungrischer Plutarch, oder Biographien merkwürdiger Personen des Königreichs Ungarn und der dazu gehörigen Provinzen. Aus authentischen Quellen geschöpft und in chronologischer Ordnung dargestellt. Pest, 1815-16. Négy kötet, 4 rézm. arcképpel. (Az I. kötetet 1815-ben Kölesy Vince Károly maga írta és adta ki, a II-IV. k. 1816-ban Melzer Jakabbal együtt. Magyarul: Nemzeti Plutarkus c. ugyanígy jelent meg Pesten, Melzer neve a II., III. kötetben Melczernek, a IV. k. Melzernek írva)
- Der graue Hans, oder der Greis in der Feuerhöhle. Ein Lesebuch zunächst für Landschulen. Pest, 1818
- Gedichte. Kaschau, 1820, két kötet
- Merkwürdige Erzählungen aus der Geschichte der Magyaren. Kaschau, 1825. (2. kiadás. Uo. és Lipcse, 1833)
- Biographien berühmter Zipser. Kaschau, 1832

Levelei Rumyhoz, összesen 17 (a Magyar Tudományos Akadémia levéltárában). Eredeti kézirata: Merkwürdige Erzählungen, 4rét 132 lap (Censurai példány 1823, 1826. és 1828-tó, a m. n. múzeumi könyvtár kézirati osztályában). Először használta a kifejezést: Siebtlingsgeburt
Német elegiája van a Generisch Keresztély által Cerva Dániel halálára mondott gyászbeszéde után (Lőcse, 1808); czikkei a pozsonyi Unterhaltungsblattban (1813. Attila König der Hunnen); a Tudom. Gyűjteményben (1817. XI. Az avarok Gyűjteményben (1817. XI. Az avarok kereszténységéről, 1818. XI., XII. Geographiai historiai és statisztikai tudósítások Szepes vármegyéről, 1819. VII. A Poprád partjain fekvő s megjegyzésre méltó némely városokról, falukról és omladékokról való topográphico-hist.-statisticai jegyzések); a Pannoniában (1819. De Ungarn Ruhm, Die schauderhaften Siegstrophäen, 1820. Topographisch-historische Nachrichten über Pannonien, Chronologische Übersicht der merkwürdigsten Ereignisse unter den Magyaren von 884 bis 999., 1822. Wie wurden die Ungern bei ihrer Ercheinung in Europa genannt, beurtheilt und geschildert, Der merkwürdige Congress auf der Wischegrader Burg, Petrarka's Schmähurtheil über die Ungarn sat.) a Csaplovics Topogr. Archivjában (1821. II. Das Zipser Comitat); a Felsőmagyarországi Minervában (1825. Zágráb városának törvényes rendszabásai, Egy két dátum Mátyás nagy fejedelmünk maecenásságáról, Mátyás király a Királyhegyen, A magyarok nyomorúságai a török hatalom alatt 1613.); az Irisben (1826. Ungarns Zunftwesen im XV. Jahrhundert)... a Zipser Boteban (1876. 48-51. sz. Nachrichten von einer Schatzkammer im Tatragebirge, a Vaterländ. Pilger után); munkatársa volt a Pesther Damenzeitungnak, az Irisnek, Mnemosynenek, Spiegelnek, a Kaschauer Wochenblattnak és a prágai Hesperusnak.

## Magyarul
- Nemzeti Plutarkus vagy A' Magyarország' 's vele egyesűlt tartományok' nevezetes férjfiainak életleirásaik / hiteles kútfejekből merítették és kronologiai rendben elő adták Kölesy Vince Károly és Melczer Jakab, 1-4.; Trattner János, Pest, 1815–1816